# Jangle pop
Jangle pop es un subgénero del rock alternativo y del pop rock, nacido a principios de la década de 1980 que se inspira en el sonido jangly de varias bandas de rock de los años 60, particularmente de The Byrds y en el post-punk de finales de los años 70. El término jangly apareció a mediados de los años 1960 con The Byrds, que fue uno de los grupos de rock más populares de la época gracias a sus famosos riffs de guitarra melódicos y arpegiados, los cuales sirvieron como base esencial para el desarrollo de este estilo. Gran parte de su trabajo se apoya sobre todo en la guitarra eléctrica Rickenbacker de doce cuerdas. 
El jangle pop está estrechamente relacionado con el power pop, género que se desarrolló a principios de los años 1970, con inclusión de bandas como The Rapsberries y Big Star, y del cual toma gran parte de sus bases rítmicas. Al ser uno de los primeros estilos alternativos en emerger, es muy común utilizar el término college rock como sinónimo de jangle pop.
El jangle pop se convirtió en una fuerza importante en el desarrollo del rock alternativo durante la década de 1980 como lo ponen de manifiesto los primeros álbumes de R.E.M, The Smiths, The Go-Betweens, Orange Juice, The Connells, The Beat Farmers y The Replacements. Fue inicialmente un fenómeno en el sur / centro / oeste de Estados Unidos de sur / centro-oeste EE. UU., aunque un grupo de bandas  del subgénero del jangle pop, llamado ‘’Paisley Underground’’, encabezó un movimiento más psicodélico en la Costa Oeste.  Hasta el día de hoy, muchas bandas y artistas siguen siendo influenciados por este subgénero de rock.

## Etimología
El término «jangle pop» no fue usado sino hasta la década de los 1980, en referencia al jangle, el sonido estridente del registro alto de las guitarras eléctricas de doce cuerdas, que en sí se origina de la frase «in the jingle-jangle morning, I'll come following you» de la rendición de 1965 de The Byrds a la canción «Mr. Tambourine Man» de Bob Dylan.

## Algunos artistas del género
- 10000 Maniacs
- Aztec Camera
- The Bangles
- The Bats
- Blake Babies
- The Bongos
- The Church
- The Connells
- The dB's
- The Dream Syndicate
- Dreams So Real
- Echo Orbiter
- The Feelies
- The Format
- Fred i Son
- Ghost Wave
- Gin Blossoms
- The Go-Betweens
- Guadalcanal Diary
- Guster
- Her's
- Hootie and the Blowfish
- The Hush Sound
- The La's
- The Lemonheads
- La Granja
- Let's Active
- Love Tractor
- The Lucksmiths
- Mac DeMarco
- Miracle Legion
- Mitch Pascua
- Morrissey
- The Neats
- The Ocean Blue
- Oh-OK
- Orange Juice
- The Pillows
- Polaris
- The Primitives
- Pylon
- Prefab Sprout
- The Pretenders
- The Reivers
- R.E.M
- The Replacements
- Richie Martins
- Salem 66
- The Serenes
- The Smiths
- Chris Stamey
- Teenage Fanclub
- The Trashcan Sinatras
- Uncle Green
- Sixpence None the Richer